# 新塘边站
新塘边站，位于浙江省衢州市江山市贺村镇后源村，系沪昆铁路上一个不办理客货运业务、仅办理列车通过、避让业务的车站，始建于1933年:268。1990年浙赣铁路复线化期间迁站，1992年10月投入使用，1995年车站停办货运业务:221。
该站由上海铁路局金华车务段管理，是上海铁路局在沪昆铁路上管理的最后一个车站（下一站即南昌铁路局上饶车务段管理的湖沿站），素有“上局南大门”之称，车站站房上则挂有“上海铁路局第一岗”八个大字。